# Eleccions legislatives neerlandeses de 1933
Les eleccions legislatives neerlandeses de 1933 se celebraren el 26 de maig de 1933, per a renovar els 100 membres de la Tweede Kamer. Es forma un govern de coalició presidit per Hendrikus Colijn (ARP), amb catòlics i liberals.

## Resultats
| ← Eleccions legislatives neerlandeses, 1933 → |                                                       |      |      |        |  |
| Partit                                        | Partit                                                | Vots | %    | Escons |  |
|                                               | Partit de l'Estat Catòlic Romà (RKSP)                 |      | 27,9 | 28     |  |
|                                               | Partit Socialdemòcrata dels Treballadors (SDAP)       |      | 21,5 | 22     |  |
|                                               | Partit Antirevolucionari (ARP)                        |      | 13,4 | 14     |  |
|                                               | Unió Cristiana Històrica (CHU)                        |      | 9,1  | 10     |  |
|                                               | Partit d'Estat Liberal (LSP)                          |      | 7,0  | 7      |  |
|                                               | Lliga Democràtica per la Llibertat de Pensament (VDB) |      | 5,1  | 6      |  |
|                                               | Partit Comunista d'Holanda (CPN)                      |      | 3,2  | 4      |  |
|                                               | Partit Polític Reformat (SGP)                         |      | 2,5  | 3      |  |
|                                               | Partit Socialista Revolucionari (RSP)                 |      | 1,3  | 1      |  |
|                                               | Plattelandersbond (PLB)                               |      | 1,0  | 1      |  |
|                                               | Partit Popular Catòlic Romà (SGP)                     |      | 1,1  | 1      |  |
|                                               | Unió Demòcrata Cristiana (CDU)                        |      | 1,0  | 1      |  |
|                                               | Partit Estatal Reformat (HGS)                         |      | 0,9  | 1      |  |
|                                               | Aliança per la Reconstrucció Nacional (VVN)           |      | 0,8  | 1      |  |
| Total                                         | Total                                                 |      | 100  | —      |  |
|                                               |                                                       |      |      |        |  |